# Chetogena parvipalpis
Chetogena parvipalpis är en tvåvingeart som först beskrevs av Wulp 1890.  Chetogena parvipalpis ingår i släktet Chetogena och familjen parasitflugor. Inga underarter finns listade i Catalogue of Life.